# Azteca luederwaldti
Azteca luederwaldti är en myrart som beskrevs av Auguste-Henri Forel 1909. Azteca luederwaldti ingår i släktet Azteca och familjen myror. Inga underarter finns listade.

## Bildgalleri

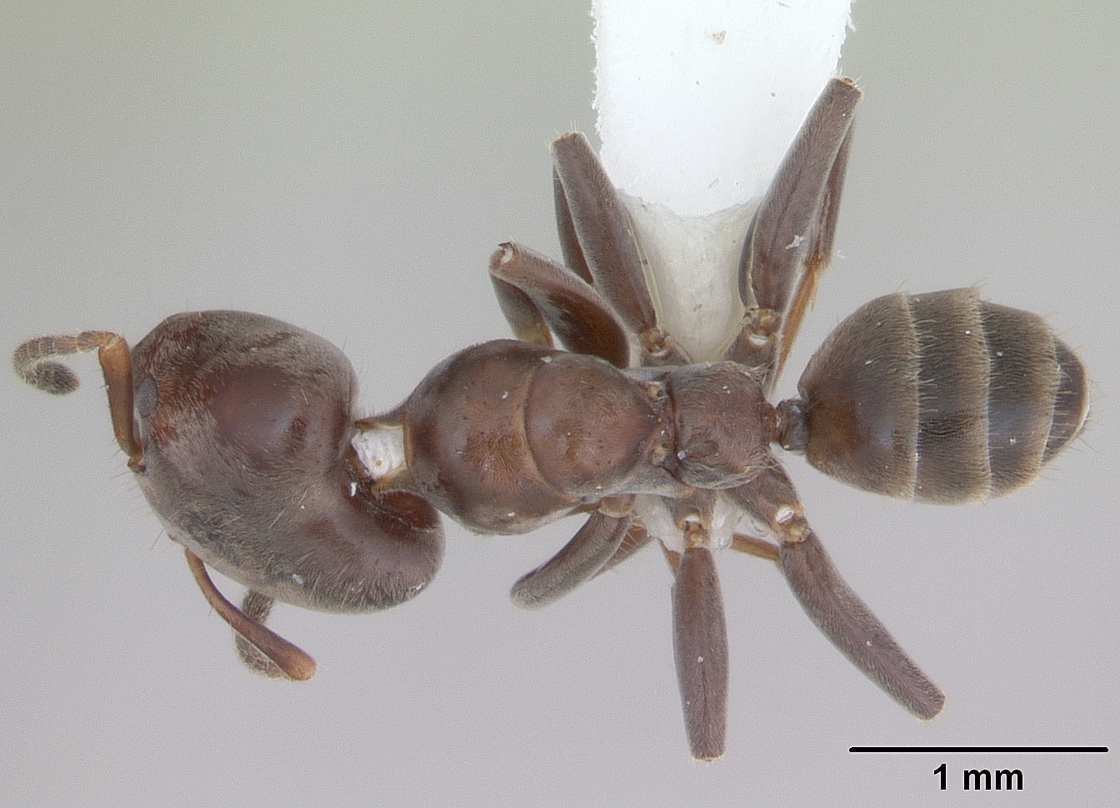
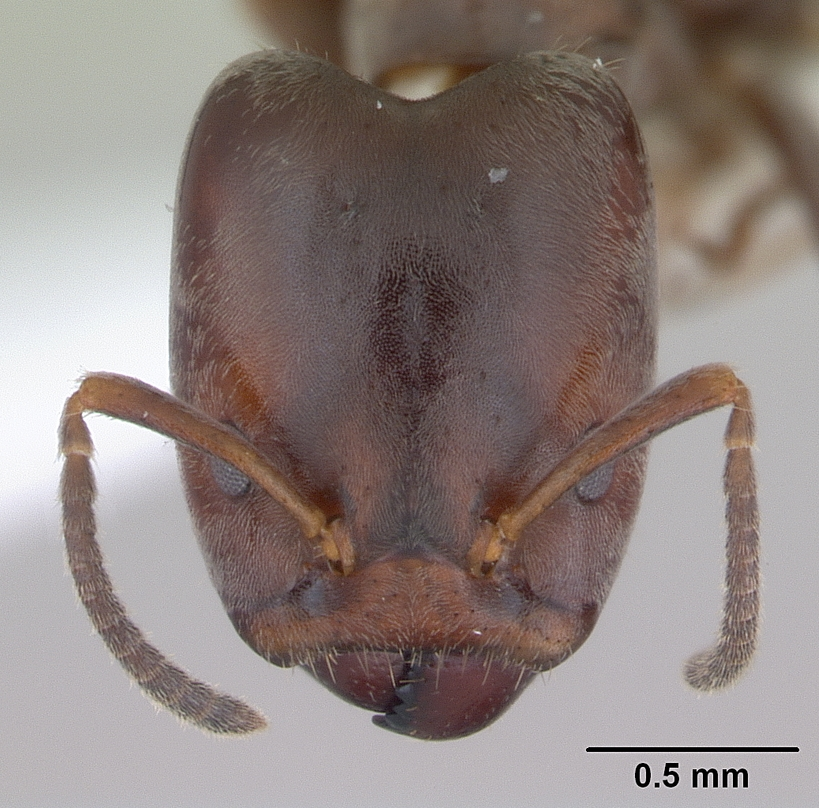
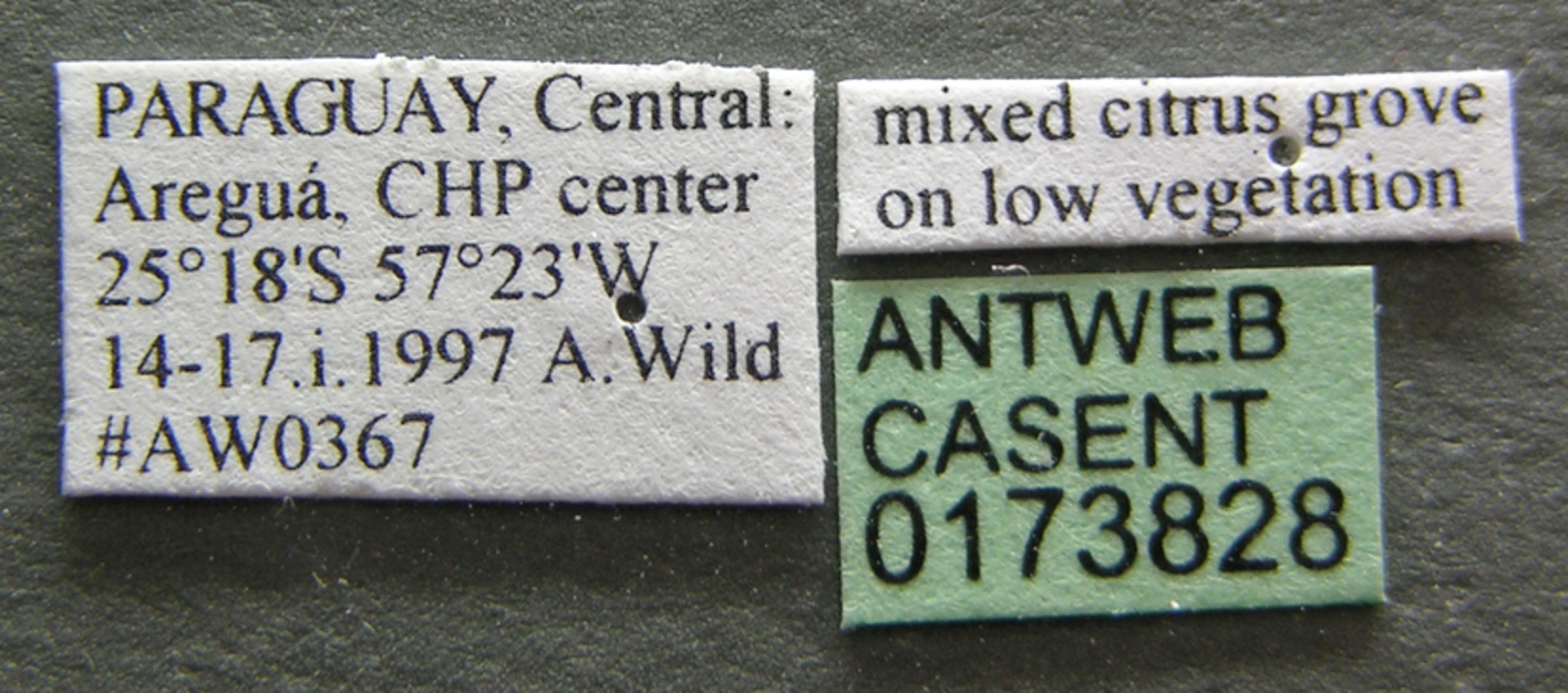
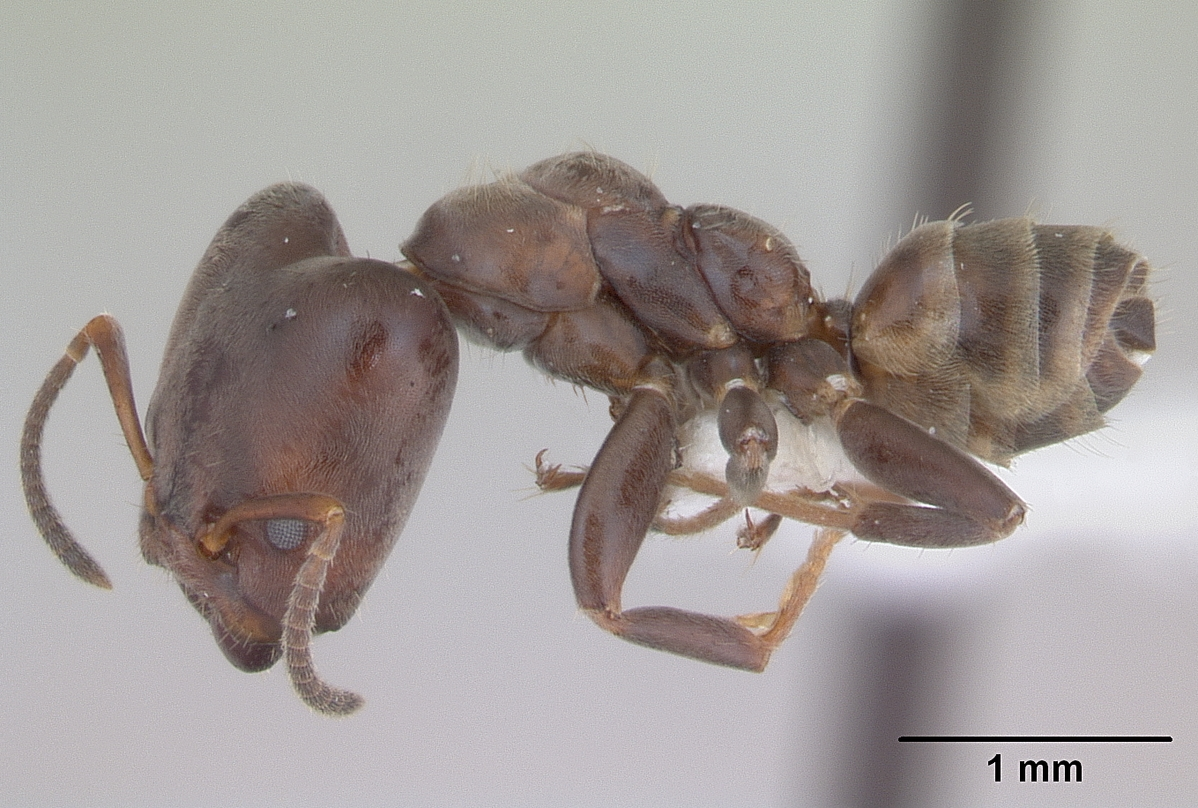
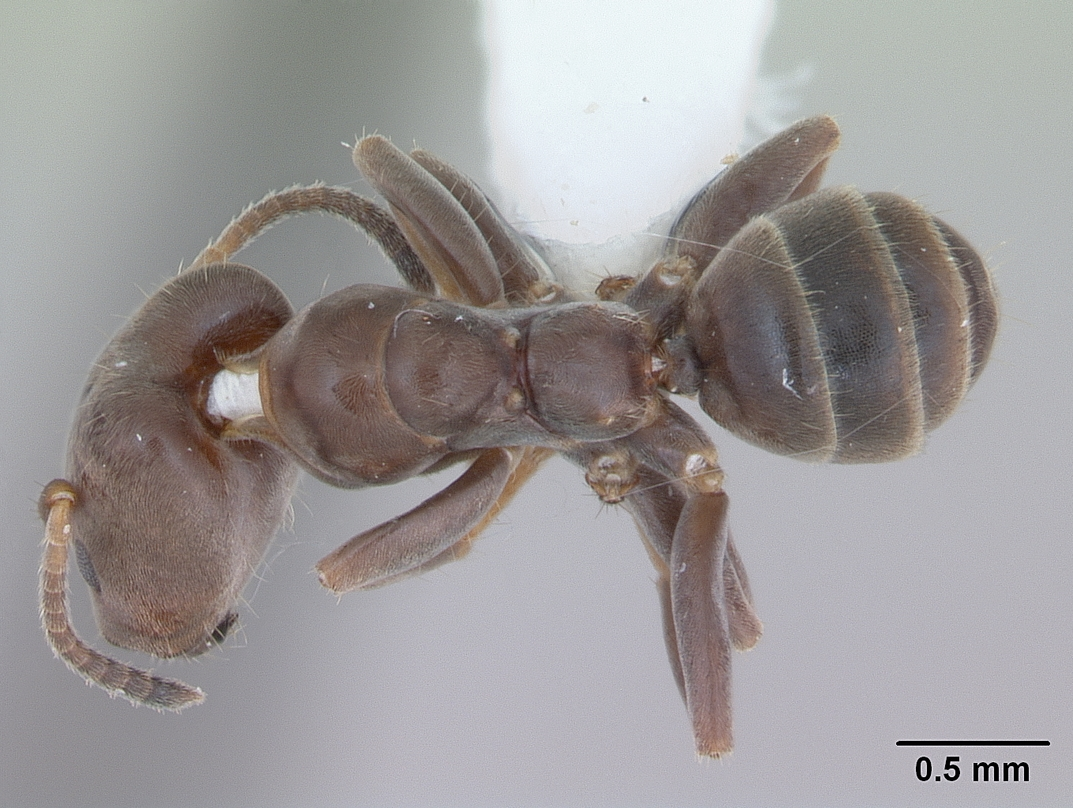
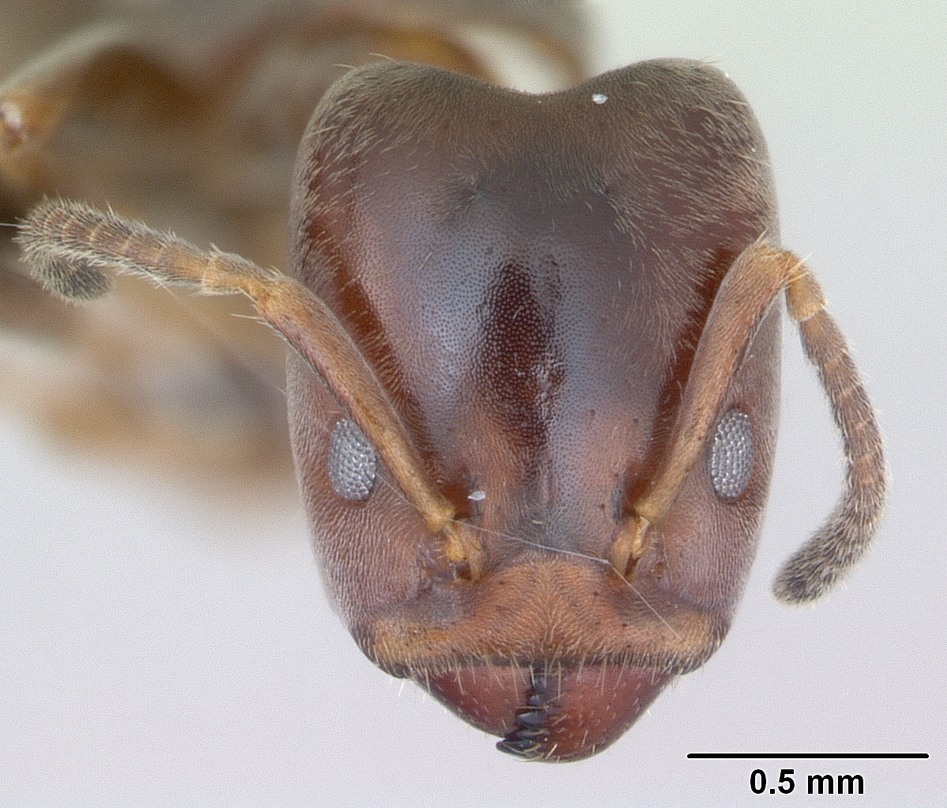